# Nesticus cellulanus
Nesticus cellulanus là một loài nhện trong họ Nesticidae. Nó được tìm thấy ở khắp châu Âu và Thổ Nhĩ Kỳ, đồng thời được đưa đến Bắc Mỹ.

## Miêu tả
Nesticus cellulanus rất giống với các loài nhện thuộc họ Theridiidae. Con đực trưởng thành có chiều dài cơ thể 3–5 mm (0,12–0,20 in), con cái dài 3,5–6 mm (0,14–0,24 in). Bên cạnh sự khác biệt nhỏ về kích thước này, hai giới có ngoại hình rất giống nhau. Vỏ có màu vàng nhạt, với dải giữa màu nâu sẫm hẹp dần về trung tâm và các đường viền mỏng, sẫm màu. Bụng cũng có màu vàng nhạt, với ba hoặc bốn vòng sẫm ở hai bên. Các chân có màu như vỏ và đôi khi có hình khuyên sẫm màu. Màu sắc của các vệt trên cơ thể có thể thay đổi tùy thuộc vào độ sáng của môi trường sống, với môi trường sống tối hơn tạo ra các vệt sáng hơn.

## Phân bố và môi trường sống
Nesticus cellulanus phân bố toàn bắc, khắp châu Âu và Thổ Nhĩ Kỳ. Nó cũng đã được đưa đến đông bắc Hoa Kỳ và Canada.
Loài này được tìm thấy chủ yếu trong các môi trường sống ẩm ướt, tối tăm như hang động, hầm mỏ, cống rãnh và thân cây rỗng, nơi chúng dệt một chiếc mạng tương tự như của chi Steatoda. Nó bao gồm các sợi dính để bẫy côn trùng đang bò.

## Sinh thái
Loài này giao phối vào đầu mùa hè và túi trứng được tạo ra từ tháng 6 đến tháng 8. Các con trưởng thành được tìm thấy quanh năm.
Con đực bắt đầu tán tỉnh sau khi nó tiếp xúc với sợi tơ của con cái. Ban đầu, nó gõ nhẹ bằng bàn đạp và giật bụng. Điều này gia tăng cường độ cho đến khi giao cấu diễn ra và thậm chí có thể phá hủy một phần mạng nhện của con cái. Con cái cuối cùng quay về phía con đực và treo mình ở một vị trí thẳng đứng, trên đó con đực đẩy mấu chân của mình vào lỗ dẫn tinh của con cái. Những con nhện sẽ phân tách sau khi giao cấu xong. Trứng được đẻ sau 34 đến 54 ngày sau khi giao phối và nhện con nở sau 25 đến 28 ngày.
Những con cái mới thay lông không phản ứng với sự tán tỉnh của con đực trong khi những con cái đã thụ tinh phản ứng mạnh mẽ bằng cách lao về phía con đực.

## Phân loại
Nesticus cellulanus bao gồm hai phân loài: N. c. cellulans và N. c. affinis.